# 泉福寺洞窟

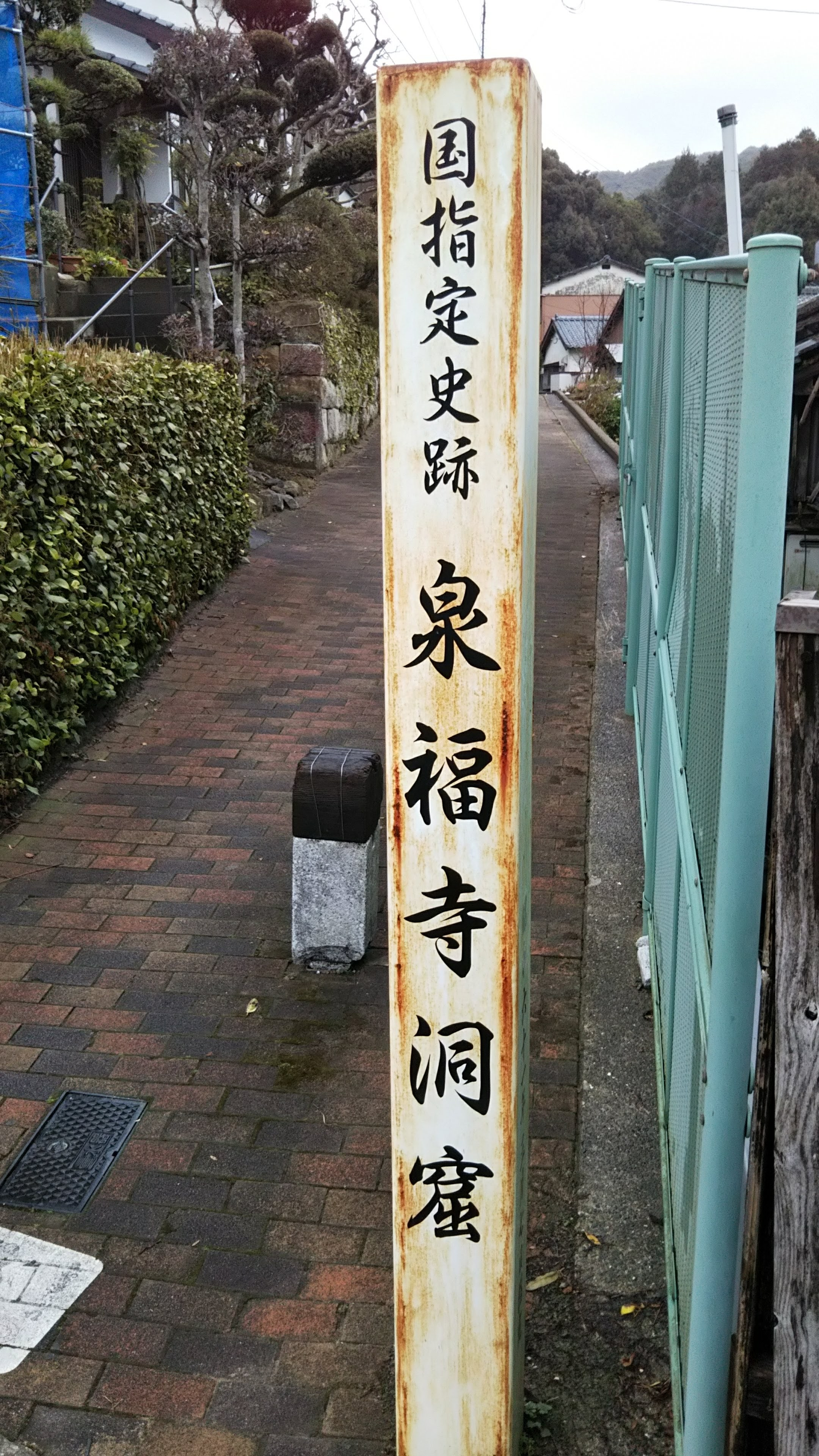
泉福寺洞窟入口

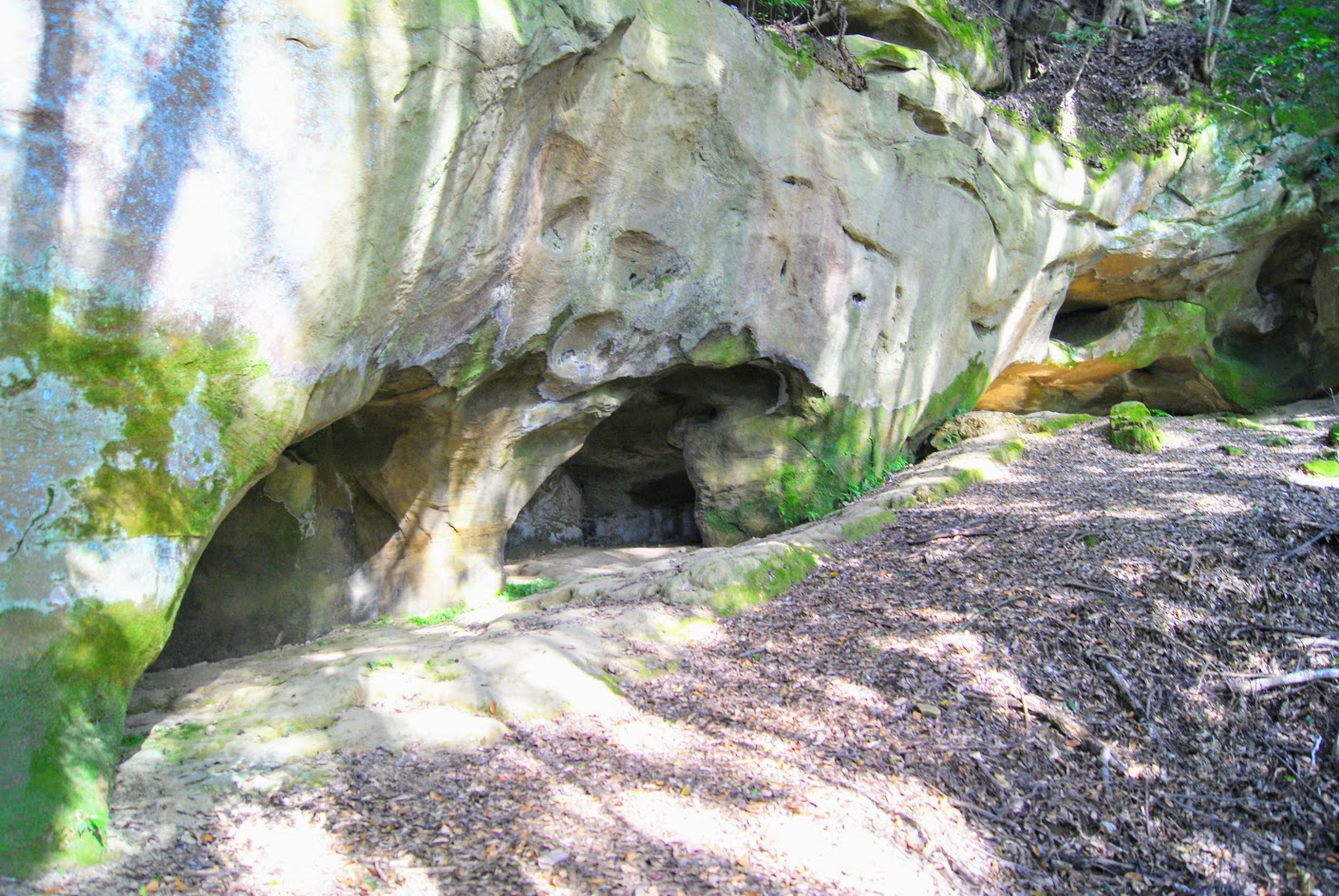
泉福寺洞窟の開口部。

泉福寺洞窟（せんぷくじどうくつ）もしくは泉福寺洞窟遺跡（せんぷくじどうくついせき）は、旧北松浦郡 大野（現 佐世保市瀬戸越）にある旧石器時代から弥生時代の岩陰遺跡である。世界最古であった豆粒文土器が出土。国の史跡に指定されている。

## 概要
相浦川の近く、標高89メートルの砂岩の岩壁に4つの洞窟が開口しており、断続的に利用された住居跡で、泉福寺洞穴とも呼ばれる。洞窟の開口部が南向きでそばに湧き水があり、住居として適していた。1969年（昭和44年）に大野中学校の生徒が発見し、翌年から10年かけて千葉大学名誉教授の麻生優を団長の下、発掘調査が行われた。12層の土層があり、後期旧石器時代のナイフ形石器から平安時代の瓦器までの遺物が出土した。
東端の第3洞窟の前庭部で5メートルの地中から大量の細石器や隆起線文土器、ブランク、スクレイパー、叩き石などとともに約16,000年前といわれる世界最古級の土器である豆粒文土器（とうりゅうもんどき）が発見されている。第10層の最下部から豆粒文土器が、中位で豆粒文・隆起線文併用土器が、上部で隆起線文土器が検出され、さらに上層で爪形文土器、押引文土器が確認された。土器の変遷が分かる。縄文時代草創期の研究に多大な役割を果たすであろうと期待されている。本洞窟は1986年（昭和61年）3月7日史跡に指定された。
これら出土品は国の重要文化財に指定されている。現在は佐世保市博物館島瀬美術センターに保管されている。尚、展示品は復元されたもの、三川内焼美術館にあるものはさらにそのレプリカである。

## 豆粒文土器
粘土を摂氏500度程度で焼いた土器で、文様は粘土の長楕円形の粒を口縁部に等間隔に貼り付けられていることからこの名称がついた。器形は胴部がやや膨らみ、丸底に近い平底である。
隆線文土器の一種とする考え方もあるが、泉福寺洞窟の場合、佐世保市吉井町にある福井洞窟で隆線文土器が発見されたものと同一の層よりも下の層で発見されていることから、これを誤りとする考えもある。

## アクセス
- 松浦鉄道西九州線泉福寺駅から徒歩10分